# Великая Офирна
Великая Офирна (укр. Велика Офірна) — село, входит в Фастовский район Киевской области Украины.
Население по переписи 2001 года составляло 781 человек. Почтовый индекс — 08523. Телефонный код — 4565. Занимает площадь 1,78 км². Код КОАТУУ — 3224984202.

## Местный совет
08523, Киевская обл., Фастовский р-н, с. Малая Снетинка, ул. Гагарина, 134; тел. 46-1-18.

## История
Название села происходит от польских слов «офира», «офировать» (рус. — подарок, дарить). По преданию, в XVII ст. местный польский магнат подарил этот населённый пункт Киевскому Братскому монастырю. Впервые в письменных документах сведения о Вел. Офирне появляются в жалобе 1757 года, в которой отмечается, что шляхтичами Аксаковыми и Иваном Кияненко была ограблена жительница слободки Офирна, вдова Ульяна Мартыниха и другие крестьяне из монастырских земель. У слабой вдовы нагло и коварно было отобрано имущество, церковные деньги и реестры, которые остались после смерти покойного мужа. Впоследствии, будучи под Россией, село называлось Казённая Офирна, а слободка рядом — Малая Офирная Фастовская. Лаврентий Похилевич писал об этом селе в XIX веке:

Офирня Хфастовская на правой стороне Унавы еще на 2 версты ниже Малой Снетинки. Жителей особого пола 552. В этом и соседних деревнях живет римских католиков и шляхты 143.

Из Великой Офирны происходил последний дореволюционный волостной староста города Фастова Михаил Яшкир. В 1920—1922 годах многие жители села принимали участие в деятельности повстанческих гайдамацких отрядов дорогинского атамана Гаевого и Мотовиловского петлюровского повстанческого комитета, из-за чего были репрессированы новой большевистской властью. Нелегко проходил в селе и процесс сплошной коллективизации 1929—1930 годов. Немало пострадало село в голодоморные 1932—1933 годы и во время массовых сталинских репрессий 1930-х годов. 22 июля 1941 в село пришли немцы и члены высланных из Галичины походных групп ОУН. При участии ОУН-овских представителей в селе была выбрана сельская управа во главе со старостой П. Яшкиром, которая действовала до 6 ноября 1943 года — времени освобождения села от немцев. В селе сразу был восстановлен бывший колхоз имени Димитрова. В 1951 году был объединен с малоснитинским колхозом в более укрупненный, а затем к нему присоединили и бывший малоофирнянський колхоз. Этот укрупненный колхоз стал впоследствии совхозом «Фастовским», а во времена независимости Украины — КСП «Фастовское». В 1940-е годы и после войны в селе действовали школа и местный клуб, которые не сохранились. Сегодня в селе действует старая деревянная церковь Св. Архистратига Михаила УПЦ Киевского Патриархата. Построил её каторжный из Сибири, старовер Василий Балабанов. В 1908 году была освящена как церковь. В настоящее время выделено место для строительства новой каменной церкви. Есть в селе памятный крест погибшим казакам-гайдамакам, три кладбища.